# Blå&Gul
Blå&Gul är en supportertidning som ges ut av supporterföreningen Camp Sweden som en guide till den stad där det svenska herrlandslaget i fotboll spelar bortamatch. 
Blå&Gul produceras till samtliga svenska tävlingslandskamper på bortaplan sedan oktober 2010 och även till majoriteten av Sveriges träningsmatcher på bortaplan.
Tidningen är gratis och reklamfri. Blå & Gul startades som ett projekt tillsammans med den internationella paraplyorganisationen Football Supporters Europe. Den delas ut på supportersamlingen i respektive spelstad, men finns också att läsa on-line.
Blå&Gul presenterar en grundläggande guide till spelstaden med information om Camp Swedens supportersamling och var alla svenska fans träffas inför matchen. I ett antal guider har också publicerats intervjuer med bland andra Kim Källström, John Guidetti, Henrik Larsson, Marcus Allbäck och även spelare i Sveriges motståndarlag.

## Utgåvor
Blå&Gul produceras till samtliga svenska tävlingslandskamper på bortaplan för det svenska herrlandslaget. Den görs även till majoriteten av de träningslandskamper som spelas på bortaplan. 